# Доњи Орловци
Доњи Орловци су насељено мјесто у граду Приједор, Република Српска, БиХ. Према попису становништва из 1991. у насељу је живјело 881 становника.

## Становништво
| Демографија | Демографија | Демографија |
| Година      | Становника  | Становника  |
| ----------- | ----------- | ----------- |
| 1961.       | 540         |             |
| 1971.       | 644         |             |
| 1981.       | 802         |             |
| 1991.       | 884         |             |